# Sankt Annen (Dithmarschen)
Sankt Annen település Németországban, Schleswig-Holstein tartományban. Lakosainak száma 312 fő (2023. december 31.).

## Népesség
A település népességének változása:
| Lakosok száma | 324  | 322  | 331  | 317  | 310  | 312  |
|               | 1975 | 2017 | 2019 | 2021 | 2022 | 2023 |